# 12-та армія (Третій Рейх)
Не варто плутати з 12-ю німецькою армією часів Першої світової війни
12-та а́рмія (нім. 12. Armee) — польова армія Вермахту в роки Другої світової війни.

## Командування

### Командувачі
- генерал-фельдмаршал Герд фон Рундштедт (18 серпня — 1 вересня 1939)
- генерал-полковник, з 19 липня 1940 генерал-фельдмаршал Ліст Вільгельм (13 жовтня 1939 — 29 жовтня 1941)
- генерал інженерних військ В.Кунтце (29 жовтня 1941 — 8 серпня 1942)
- генерал-полковник А.Лер (8 серпня 1942 — 23 січня 1943)
- генерал танкових військ В.Венк (10 квітня — 8 травня 1945)